# НВК №2 м. Хмельницький
Навчально-виховний комплекс № 2 м. Хмельницького — експериментальний заклад Міністерства освіти і науки України.

## Історія закладу
Школу було збудовано 1 вересня 1988 року, тоді ж школа відкрила двері для учнів мікрорайону Дубове, в якій у 44 класах почали навчатися 1343 учні, працювало 120 учителів. У 1990 році в загальноосвітній школі № 2 почав працювати перший комп'ютерний клас «Корвет». У 1992 році рішенням міськвиконкому середня школа № 2 отримує статус загальноосвітньої пілотної комп'ютерної школи. У НВК № 2 працювало три комп'ютерних класи: Пошук 1,Пошук 2, ПС-21. В тому ж 1992 році була створена творча група вчителів по розробці методики впровадження нових інформаційних технологій у навчально-виховний процес під керівництвом вчителя вищої категорії Зінаїди Мазур. В 1995 році тут було проведено обласний семінар по впровадженню комп'ютерної техніки в навчальний процес, та обласний семінар по впровадженню комп'ютерної техніки в навчальний процес; з досвіду роботи вчителя-методиста Рум'янцевої Т. М. по питанню «Інноваційні технології у викладанні географії». У 1998 році згідно рішення сесії міськвиконкому було створено навчально-виховний комплекс № 2 (дошкільний заклад — загальноосвітня школа- колегіум). В навчальному закладі працює 5 комп'ютерних класів: 1 клас — Пошук 1, 1 клас — Пошук 2, 1 клас — 486 DX, 2 класи — Pentium 233. За Наказом міністра освіти від 30.11.1999 року навчально-виховний комплекс № 2 з 31.01.2000 року є експериментальним майданчиком Міністерства освіти і науки України з проблеми «Організаційно-педагогічні засади використання персональних комп'ютерів у навчально-виховному процесі.»

## Структура навчальної діяльності
- початкова школа (1-4 класи) — 17 класів;
- основна школа (5- 9 класи) — 19 класів;
- старша школа (10-11 класи) — 3 класи.

Станом на 1 жовтня 2017 року у школі навчалося 1090 учні. У закладі працювало 71 педагогів.

## Матеріально-технічна база закладу
- три кабінети інформатики;
- актовий зал із мультимедійним забезпеченням;
- 10 навчальних кабінети обладнані мультимедійним і комп'ютерним забезпеченням;
- методичний кабінет;
- спортивні й тренажерні зали,
- спортивний майданчик;
- бібліотека.